# مسجد جامع شهرکرد
مسجد جامع شهرکرد که به مسجدجامع خان نیز شهرت دارد، یکی از بناهای تاریخی مربوط به دوره قاجار است که در شهرکرد، خیابان ملت، کوچه مشرف الملک واقع شده است. این اثر در تاریخ ۵ دی ۱۳۵۶ با شمارهٔ ثبت ۱۵۴۳ به‌عنوان یکی از آثار ملی ایران به ثبت رسیده است. این بنا براساس حکاکی روی دیوار ضلع شرقی مسجد در سال ۱۲۷۰ هجری قمری بدستور حاج محمدرضا خان چالشتری، حاکم وقت چهارمحال ساخته شده است. مسجد جامع دارای دو شبستان تابستانی و زمستانی است. سبک معماری مسجد شباهت بسیاری به مسجد حکیم دارد. 
این مسجد مساحتی در حدود دوهزار و پانصد متر را دربر می‌گیرد. کاشی‌کاری هفت رنگ، طاق نماها، حوض، طاق‌نماهای جناقی، آجرکاری، درهای چوبی، گره چینی و منبر منبت‌کاری شده ویژگی‌های معماری و هنری مسجد جامع را تشکیل می‌دهند.

## صحن مسجد
مسجد جامع یک صحن بزرگ مستطیل شکل دارد که مساحت آن حدود هفتصد متر است. در بخش شمالی صحن، حوضی سنگی قرار دارد که گویا بعدها، یعنی در سال ۱۳۳۵ اضافه شده است. در حدود دهه پنجاه هجری شمسی، حاج نجفقلی، از بزرگان محل فضای بیشتری وقف مسجد کرد و سنگ‌فرش صحن مسجد و مرمت‌های دیگری با نظر تولیت آن آیت الله سیدمصطفی السید دهکردی انجام شد. تزیینات کاشی‌کاری نیز مربوط به این زمان است. در صحن حوض سنگی ساخته شده که آب آن قبلا از چاه تامین می‌شد.

## شبستان‌ها
سبک معماری این مسجد چهار ایوانی و دارای دو شبستان زمستانه و بهاره است. شبستان زمستانه در ضلع غربی صحن و به عمق یک متری زمین قرار دارد و دارای ستون‌های سنگی در زیر طاق و گنبد است. شبستان بهاره با گنبد مرکزی و گنبد خانه‌های جانبی، در ضلع جنوبی واقع شده و حجره‌ها و رواق، صحن مسجد را دربر گرفته‌اند.

### شبستان زمستانه
شبستان زمستانی که به‌صورت ستون‌دار ساخته شده، در سمت غرب صحن و به موازات ضلع بلند آن قرار دارد. کف این شبستان حدود پنجاه سانتی‌متر از سطح صحن پایین‌تر قرار گرفته و این مساله به‌خاطر گرم‌تر نگه داشتن شبستان در فصل زمستان بوده است. در جلوی این شبستان دو در ورودی قرار دارد که در جلو دارای درهای فلزی و در داخل دارای درهای چوبی است. در شبستان زمستانی مسجد جامع شهرکرد مجموعا هشت ستون سنگی به ارتفاع صدوشصت سانتی‌متر به‌صورت چهارگوش به عرض هر ضلع چهل سانتی‌متر ساخته شده که چهار زاویه آن‌ها به‌صورت قاشقی تراش خورده‌ و دارای سرستون و پایه ستون هستند. سرستون‌ها به‌صورت چهارگوش و مضاعف روی هم قرار گرفته‌اند و پایه‌ی طاق‌های جناقی و گنبدهای کوچک بر روی این ستون‌های سنگی استوار شده است. در رأس هر کدام از گنبدهای کوچک این شبستان، یک روزنه به‌صورت گرد در نظر گرفته شده که در بالای آن‌ها با شیشه مسدود شده و به‌صورت نورگیر درآمده‌اند.

### شبستان تابستانه
مسجد دارای شبستان تابستانی نیز است. این شبستان در سمت جنوب صحن و در امتداد ضلع کوچک مسجد واقع شده که ورودی آن به‌صورت یک در بزرگ و دو در کوچک‌تر در طرفین آن است. این شبستان که در اصل ایوان جنوبی بنا است، با بهره‌گیری از طاق‌های جناقی و گنبد اصلی در ابتدای ورودی ایوان قرار دارد. محراب این شبستان در انتهای گنبد اصلی واقع شده که با کاشی‌های هفت رنگ با حاشیه فیروزه‌ای ساده مزین شده است.

## رواق‌ها
مسجد جامع دارای حیاطی به شکل مستطیل است که کف آن تماما با تخته سنگ‌هایی فرش شده و در دو طرف آن رواق‌ها قرار دارد که در سمت غرب در جلوی شبستان زمستانی و در جبهه شرقی در دو طرف در ورودی اصلی قرار گرفته‌اند. دورتادور صحن مسجد و همچنین در طرفین ایوان‌های شمالی و جنوبی رواق‌هایی ساخته شده است که در دو طرف ایوان‌ها به‌صورت دو طبقه و در دو طرف دیگر صحن به‌صورت یک طبقه ایجاد شده‌اند. سقف این رواق‌ها تماما با طاق‌های جناقی و نیم گنبد ساخته شده‌اند و بین هر دو رواق یک ورودی با طاق کم‌عمق گهواره‌ای ایجاد شده است.

## کاشی‌کاری‌ها
یکی از مصالحی که در این بنا در حجم زیاد مورد استفاده قرار گرفته، کاشی است که در انواع هفت رنگ، لاجوردی و فیروز‌های کار شده‌اند و بیشتر از کاشی هفت رنگ با نقوش اسلیمی که در اکثر بناهای دوره قاجار مورد استفاده قرار گرفته، به‌کار رفته است. کاشی‌های فیروزه‌ای و لاجوردی نیز در برخی از طاق‌نماها به‌کار رفته که مشتمل بر آیاتی از قرآن کریم و ادعیه مختلف است. پشت نعل‌های داخل صحن از کاشی‌های هفت رنگ و بدنه شمالی نیز کاشی‌هایی که شامل آیات قرآن و اشعار محتشم کاشانی است، نصب شده است.

## تزئینات گنبد
این مسجد دارای سه در ورودی است که در شمال، شرق و غرب آن واقع شده‌اند. این ورودی‌ها در جلو و عقب با طاق‌های جناقی و نیم گنبد پوشش شده‌اند. در درون راهروهای ورودی طاق‌نماهایی ایجاد شده که عمق آن حدود پانزده سانتی‌متر است و با کاشی هفت رنگ تزیین شده‌اند. جبهه‌ها و ایوان‌های شمال و جنوب این مسجد نسبت به جبهه‌ها و ایوان‌های شرق و غرب دارای جلوه بهتری بوده و در دو طبقه است و جبهه‌های شرق و غرب در واقع مهتابی جبهه‌های اصلی است. جبهه جنوبی دارای گنبد و محراب و ایوان است و شامل دو شبستان تابستانی در طرفین است که هر شبستان از دو دهنه طاق و چشمه آجری و یک محراب تشکیل شده است. ایوان اصلی در جلوی گنبد و با ارتفاع بیشتری نسبت به شبستان‌ها و طاق نماهای طرفین قرار دارد و سقف کفپوش آن با قطاربندی‌ها و تزئینات آجری شکل گرفته است. محراب زیر گنبد دارای لچکی و پشت بغل‌های کاشی خشت هفت رنگ است.